# Lioutvi Mestan
Lioutvi Ahmed Mestan (en bulgare : Лютви Ахмед Местан, en turc : Lütfi Mestan), (né le 24 décembre 1960), est un homme politique bulgare, faisant partie de la minorité turque de Bulgarie.
De janvier 2013 à décembre 2015, il a été le chef de file du Mouvement des droits et des libertés. Il a longtemps exercé des fonctions de député à l'Assemblée nationale.
Il a été démis de ses fonctions de chef du parti par le conseil central du MDL et expulsé du parti, pour ce qui fut considéré comme une position excessivement pro-turque, à la suite de l'abattage d'un bombardier russe par l'armée de l'air turque. Il fonde par la suite son propre parti politique, DOST, acronyme de Démocrates pour la responsabilité, la solidarité et la tolérance en bulgare, possédant un double sens signifiant également ami en turc. L'idéologie du parti se définit comme pro-UE, pro-OTAN et Libérale.